# Сибірка (Шелаболіхинський район)
Сибі́рка (рос. Сибирка) — село у складі Шелаболіхинського району Алтайського краю, Росія. Входить до складу Кучуцької сільської ради.

## Населення
Населення — 84 особи (2010; 98 у 2002).
Національний склад (станом на 2002 рік):
- росіяни — 96 %